# Extra petita
Extra petita ou extra causa petendi  é uma expressão latina (extra: fora de; petita: pedido) bastante usada no Direito. 

## No Brasil

### Processo civil
No direito processual civil brasileiro, o artigo 492 do Código de Processo Civil consagra o princípio da congruência, também chamado da correlação ou da adstrição, segundo o qual a decisão judicial fica limitada ao pedido formulado pela parte autora. Portanto o julgador que decide fora dos limites da lide poderá incorrer em julgamento extra, citra ou ultra petita.
Essas hipóteses estão asseveradas no artigos 492 do Código de Processo Civil de 2015:
É vedado ao  juiz proferir decisão de natureza diversa da pedida, bem como condenar a parte  em quantidade superior ou em objeto diverso do que lhe foi demandado.
A sentença é extra petita quando
1. a providência jurisdicional deferida é diversa da que foi postulada
2. o juiz defere a prestação pedida com base em fundamento não invocado
3. o juiz acolhe defesa não arguida pelo réu, a menos que haja previsão legal para o conhecimento de ofício [4]

Exemplo: ação que julga procedente o pedido de reintegração de posse, mas [o juiz] concede, em favor do autor, um arbitramento de aluguel a ser pago pelo posseiro.
Também é extra petita aquela decisão que vincula terceiro, que não participou do processo. Trata-se de um vício impugnável por meio do recurso de apelação.
O julgamento ultra petita é aquele em que o juiz concede a tutela jurisdicional pedida, mas extrapola a quantidade indicada pela parte autora. A consequência lógica não é a nulidade da sentença, mas o recorte do excesso, ajustando-se o pronunciamento judicial ao pedido da própria parte autora. 
Já a sentença citra petita é aquela que não examina, em toda a sua amplitude, o pedido formulado na petição inicial (com a sua fundamentação) ou na defesa do réu, sendo passível de anulação.
Exemplo: o autor pede indenização por danos emergentes e lucros cessantes; o juiz julga procedente o pedido com relação aos danos emergentes, mas não faz qualquer referência aos lucros cessantes. A sentença é citra petita  (e, portanto, passível de anulação) se o juiz não cogitar dos lucros cessantes. Todavia, se o juiz procede à análise dos lucros cessantes e conclui pela inexistência de prova para a condenação em tal verba, a sentença é válida.

### Processo penal
Na área criminal, a sentença deve ater-se ao fato descrito na notícia-crime, no caso de ação penal pública ou de queixa-crime, bem como nos casos de ações penais privadas, sob pena de, não o fazendo, acarretar nulidade absoluta da decisão.. A doutrina e os tribunais brasileiros usam como fundamento basilar a premissa de que o acusado defende-se apenas das imputações que lhe são feitas, mediante a leitura dos fatos presentes na petição inicial. Portanto o magistrado não pode condenar o réu por uma conduta delituosa não mencionada na denúncia. Não se deve, porém, confundir tal situação com o instituto da Emendatio libelli, previsto nos art. 383 do Código de Processo Penal. Nesse caso o juiz dá aos fatos uma definição diversa daquela exposta na petição exordial; porém esses fatos não mudam. É o caso, por exemplo, quando o juiz entende ser apenas furto, uma situação factual que o promotor de Justiça denunciou como sendo roubo.